# Glossodoris angasi
Glossodoris angasi Rudman, 1986 è un mollusco nudibranchio della famiglia Chromodorididae.
L'epiteto specifico è un omaggio al malacologo anglo-australiano George French Angas (1822 - 1886).